# Athlétisme Canada
Athlétisme Canada (en anglais Athletics Canada, Athlétisme Canada, AC) est la fédération d'athlétisme du Canada. L'AC est notamment membre de l'IAAF et de l'Association d'Amérique du Nord, d'Amérique centrale et des Caraïbes d'athlétisme.